# Turistická značená trasa 0402
 Turistická značená trasa 0402 je 9 km dlouhá červeně značená krkonošská trasa Klubu českých turistů v okresech Semily a Trutnov spojující Horní Mísečky s Luční boudou. Trasa se ve velké většině nachází na území Krkonošského národního parku. Převažujícím směrem je směr východní.

## Historie
Turistická cesta v přibližně v trase dnešní 0402 vznikla v roce 1924 ku příležitosti 65. narozenin Jana Buchara jako prodloužení tzv. Bucharovy cesty tehdy končící na Horních Mísečkách po dříve nazývané Rosegrově cestě na Luční boudu. Později byl ale tento úsek opět opuštěn a závěr Bucharovy cesty přeložen k prameni Labe. Reliktem po tomto počinu je současný název Stará Bucharova cesta pro úsek původní trasy mezi Špindlerovým Mlýnem a Luční boudou. Trasa 0402 tuto cestu z větší části využívá.
K opuštění původního trasování Bucharovy cesty došlo i v úseku mezi Horními Mísečkami a Špindlerovým Mlýnem, kdy současné vedení využívá novější severněji vedenou tzv. Vodovodní cestu.

## Průběh trasy
Turistická trasa má svůj počátek na Horních Mísečkách, kde odbočuje z červeně značené Bucharovy cesty Jilemnice - pramen Labe. Zároveň zde má svůj počátek modře značená trasa 1806 do Labské. Trasa sestupuje lesem jižním úbočím Medvědína po výše zmíněné Vodovodní cestě do Bedřichova a posléze zástavbou do centra Špindlerova Mlýna. U Bílého mostu přes Labe se nachází rozcestí s modře značenou Harrachovskou cestou, na kterou navazují stejně značené trasy 1804 do Hořejšího Vrchlabí a 1807 do Dolního Dvora. Výchozími tu jsou dvě zeleně značené trasy a to 4206 do Pece pod Sněžkou, 4207 na Hrnčířské Boudy a 4371 na Benecko.
Trasa 0402 stoupá na východní okraj zástavby Špindlerova Mlýna, kde se nachází rozcestí s výchozími trasami žlutou 7204 na Špindlerovku a zelenou 4203 na Richtrovy Boudy. S ní vede trasa 0402 v souběhu na okraj osady Svatý Petr. Souběh končí na rozcestí, kde je zároveň výchozí i žlutě značená trasa 7205 vedoucí úbočím Kozích hřbetů severněji alternativně k trase 0402. Ta prochází severním okrajem Svatého Petra a po opuštění zástavby stoupá lesními cestami a posléze pěšinami jižním úbočím Kozích hřbetů. V nadmořské výšce 1195 metrů se nachází rozcestí opět s alternativní trasou 7205, která zde končí. Trasa 0402 pokračuje ve stoupání až na hřeben Kozích hřbetů, kde se nachází stejně značená odbočka na vrchol a vyhlídkové místo Krakonoš.
Hlavní trasa klesá teď už severním svahem Luční hory kolem bývalé Rennerovy boudy a Rennerovy studánky Bílou loukou k Luční boudě. V závěru vede v krátkém souběhu s modře značenou Weberovou cestou z Dívčích lávek do Obřího sedla. U Luční boudy na trasu 0402 navazuje červeně značená trasa 0406 do Vrchlabí a počátek tu má žlutě značená trasa 7378 vedoucí na polské území přes nedalekou hranici.

## Turistické zajímavosti na trase
- Skiareál Horní Mísečky
- Muzeum kostek Špindlerův Mlýn
- Bílý most ve Špindlerově Mlýně
- Socha svatého Jana Nepomuckého ve Špindlerově Mlýně
- Svatý Petr
- Kozí hřbety
- Vrchol a vyhlídkové místo Krakonoš
- Rennerova studánka
- Bílá louka
- Luční bouda